# ميركال (فلم)
ميركال (بالإنجليزية:Miracle)، فيلم أمريكي من نوع رياضة الهوكيجز، أنتجت سنة 2004 في الولايات المتحدة، وتتحدث الفيلم عن أعظم أنجاز للمنتخب الأمريكي للهوكي بعد الفوز الصعب على المنتخب السوفيتي، وهذه الفيلم تتحدث عن السيرة التاريخية لنجوم الهوكي في دورة الألعاب الأوليمبية في فصل الشتاء سنة 1980 بمدينة نيويورك.

## وصلات خارجية
- مقالات تستعمل روابط فنية بلا صلة مع ويكي بيانات
- Text, Audio, Video of Coach Brooks' Address to Players During Olympic Match with Sweden from AmericanRhetoric.com
- Text, Audio, Video of Coach Brooks' Address to Players Before Olympic Match with the Soviet Union from AmericanRhetoric.com